# Chiletso Chipanga
Chiletso Chipanga (geb. 1987 in Zomba) ist ein malawischer Schachspieler. Seit 2010 trägt er den Titel Candidate Master (CM).
Chipanga erlernte das Schachspiel im Alter von 11 Jahren von seinem Bruder. In den Jahren 2006 und 2007 gewann er die nationale Jugendmeisterschaft. Mit der malawischen Nationalmannschaft nahm er zwischen 2006 und 2018 insgesamt sechsmal an Schacholympiaden teil und erzielte aus insgesamt 61 Partien 24 Punkte. Den CM-Titel erhielt er für sein Ergebnis bei der Schacholympiade 2008 in Dresden.
Im Januar 2018 gewann er mit 7,5 Punkten aus 9 Partien das nationale Qualifikationsturnier für die Schacholympiade 2018, bei der er dann am dritten Brett 3,5 Punkte aus 10 Partien erzielte. Im März 2018 siegte er bei der Afrikanischen Amateurmeisterschaft für Spieler unter 2300 Elo in Livingstone. Mit 8 Punkten aus 9 Partien gewann er dank besserer Wertung vor dem punktgleichen Leslie Chikuse aus Sambia und erhielt ein Preisgeld von 1000 US-Dollar. Bei der Amateur-Weltmeisterschaft im April 2018 in Quartu Sant’Elena belegte er mit 6 Punkten aus 9 Partien den 6. Platz.
Bei der Kontinentalmeisterschaft von Afrika 2021 in Lilongwe kam er mit 6 Punkten aus 9 Partien auf Platz 7. Im Juli 2021 nahm er am Schach-Weltpokal teil und schied in der 1. Runde gegen B. Adhiban aus. 
Seine Elo-Zahl beträgt 2103 (Stand: Juni 2021), er liegt damit auf dem zweiten Platz der malawischen Elo-Rangliste. Seine höchste Elo-Zahl betrug 2138 im Januar 2009. Diese Elo-Zahl hatte er nach der Schacholympiade 2008 erhalten und es war seine erste.